# NGC 6236
NGC 6236 је спирална галаксија у сазвежђу Змај која се налази на NGC листи објеката дубоког неба.
Деклинација објекта је + 70° 46' 48" а ректасцензија 16h 44m 34,3s. Привидна величина (магнитуда) објекта NGC 6236 износи 11,9 а фотографска магнитуда 12,6. Налази се на удаљености од 23,3000 милиона парсека од Сунца. NGC 6236 је још познат и под ознакама UGC 10546, MCG 12-16-8, CGCG 339-19, KAZ 88, IRAS 16450+7052, PGC 58891.